# Nuncjatura Apostolska w Macedonii Północnej
Nuncjatura Apostolska w Macedonii Północnej – misja dyplomatyczna Stolicy Apostolskiej w Macedonii. Nuncjusz apostolski rezyduje w Sofii w Bułgarii.

## Szefowie misji dyplomatycznej Stolicy Apostolskiej w Macedonii

### Nuncjusze apostolscy
- 1995–2001: Edmond Farhat
- 2001–2002: Marian Oleś
- 2002–2003: Giuseppe Leanza
- 2003–2011: Santos Abril y Castelló
- 2011–2013: Janusz Bolonek
- 2014–2021: Anselmo Guido Pecorari